# 青森県道139号差波新井田線
青森県道139号差波新井田線（あおもりけんどう139ごう さしなみにいだせん）は、青森県八戸市を通る一般県道である。

## 概要
八戸市是川の青森県道138号島守八戸線交点から新井田川を渡って北上し、八戸市新井田字鷹清水で国道45号八戸バイパスに至る。

### 路線データ
- 起点：八戸市大字是川字差波[1]（青森県道138号島守八戸線交点）
- 終点：八戸市大字新井田[1]（国道45号交点、塩入交差点）

## 歴史
- 1974年（平成6年）3月30日 - 県道に認定される[1]。

## 路線状況

### 重複区間
- 青森県道251号妙売市線 : 八戸市新井田山道地内

## 地理

### 交差する道路
- 青森県道138号島守八戸線（八戸市大字堤川、起点）
- 青森県道11号八戸大野線（八戸市十日市上谷地）
  - E45 八戸久慈自動車道（八戸南環状道路）八戸是川IC : 県道11号経由
- 青森県道221号鳥屋部十日市線（八戸市新井田赤御堂前）
- 青森県道251号妙売市線（八戸市新井田山道）
- 青森県道29号八戸環状線（八戸市新井田重地）
- 国道45号八戸バイパス（八戸市新井田・塩入交差点、終点）

### 沿線の施設
- 八戸市立是川中学校
- 八戸市役所是川支所
- 青森県立八戸商業高等学校
- 八戸公園（博物館・こどもの国）
- 八戸市立新井田小学校
- 八戸市立大館中学校
- 八戸新井田郵便局
- 八戸市役所大館支所